# 저 하늘의 연
저 하늘의 연 또는 하늘을 나는 연들은 2008년 조선민주주의인민공화국 영화이다. 표광과 김현철이 감독한 이 영화는 고아들을 돌보는 데 헌신한 전직 마라톤 선수의 실화를 바탕으로 한다.
이 영화는 개봉 승인 전 재촬영이 필요 없었다는 점에서 특이했다.

## 영화의 배경
영화는 북한의 간행물 "통일신보"에 따르면 선군 시대의 "어머니 영웅"으로 널리 알려진 북한 여성 서혜숙을 주인공으로 삼았다. 평양 만경대구역 선구자동 주민인 서혜숙은 33명의 고아를 친자식처럼 키워 15명을 군대에 보낸 것으로 알려져 있다.

## 줄거리
해외에서 태어나 아버지의 죽음도 경험한 한 여성이 북한에서 마라톤 챔피언이 되는 꿈을 이룬다. 북한은 "고난의 행군"을 겪고, 그녀는 그 시기에 고아들을 키운다.

## 초연 및 상영
이 영화는 2008년 2월 16일 공식 초연되었으며, 6월 일반 개봉에 앞서 TV에서 방영된 최초의 영화였다.
'저 하늘의 연'은 제11회 평양 국제영화축전에서 특별 상영상을 수상했으며, 그 해 상영된 유일한 북한 장편 영화였다.
이 영화는 2013년 시드니 국제영화제(SIFF)에서도 상영되었다.

## 반응

### 국내 반응
북한의 간행물 "통일신보" 3월 1일자 판은 이 영화가 "선군정치 시대 인간 삶의 진정한 가치와 행복이 사회와 집단에 대한 헌신에 있으며, 그러한 길을 따르는 자들은 영원히 생생한 예술적 그림으로 빛날 것이라는 심오한 철학적 사상을 감동적으로 보여준다"고 평했다.

### 해외 평가
국내에서는 성공했지만, 이 영화는 "지나치게 감상적이고 선전적"이라는 이유로 미국 비평가들에게 혹평을 받았다.

## 내용주
1. ↑  영화의 원래 한국어 제목은 '저 하늘의 연'이지만, 북한 밖 해외 영화제에서 상영될 때 영화의 영어 제목이 한국어로 재번역된 것으로 보인다.
2. ↑  마라톤 챔피언에 대한 언급은 영화의 오리지널 추가인 것으로 보이며, 이 여성은 단순히 고아를 키운 인물로만 간주된다.